# Claudi Ondok
Claudi Ondok, vlastním jménem Barbora Pavelková, rozená Petrziková) (* 5. května 1993 České Budějovice) je česká malířka.

## Život a kariéra
Pochází z Nedabyle. Vystudovala Gymnázium Jana Valeriána Jirsíka v Českých Budějovicích, po maturitě studovala speciální pedagogiku a výtvarnou výchovu v Brně a poté speciální pedagogiku a muzejní a galerijní pedagogiku v Olomouci.
Z malířky abstraktních obrazů s duchovní tematikou se přeformovala v malířku portrétů.
Od roku 2020 maluje portréty českých politických vězňů v cyklu Tváře muklovského Vatikánu, vycházejícího z knihy vzpomínek na komunistické věznění Josefa Petra Ondoka – Muklovský Vatikán, podle kterého si zvolila i část pseudonymu.

## Dílo

### Samostatné výstavy
- 2008 – Dominikánský klášter, České Budějovice
- 2009 – Cestou života, Dominikánský klášter, České Budějovice
- 2010 – Čajový ateliér Kaloplaka, České Budějovice
- 2011 – Pouť do země krále Davida, Český rozhlas, České Budějovice
- 2012 – farní středisko Hosín, Hosín
- 2012 – restaurace Pegast, Litvínovice
- 2012 – Ukryté za duhou, Café Wellington, Brno
- 2013 – Modré knihkupectví, Brno
- 2014 – Mimikri, galerie Katakomby, Brno
- 2016 – Noc kostelů, kostel Panny Marie Pomocnice, Brno
- 2017 – Obrazy v zahradě restaurace L'Eau Vive, Brno
- 2018 – Návrat – výstava inspirovaná dílem pátera Josefa Petra Ondoka[3]
- 2021 – Tváře muklovského Vatikánu, Teologická fakulta Jihočeské univerzity[4]
- 2022 - Tváře muklovského Vatikánu, Senát Parlamentu ČR
- 2022 - Tváře muklovského Vatikánu[5], Centro Velehrad[6], Řím
- 2023 - Tváře muklovského Vatikánu, obecní knihovna Ořechov, Ořechov
- 2023 - Tváře muklovského Vatikánu, kostel sv. Jakuba Většího, Polička
- 2023 - Tváře muklovského Vatikánu, knihovna Jiřího Mahena, Brno - Bohunice
- 2023 - Tváře muklovského Vatikánu, poutní prodejna Velehrad, Velehrad

### Účast na výstavách, projektech a soutěžích
- 2011 – 1. místo, kategorie malíř, soutěž Graphic Wizard
- 2012 – jedna z ilustrátorek 9. ročníku ročenky Pár střípků
- 2013 – 4 dívky bez jedné, Café Wellington, Brno
- 2014 – jedna z ilustrátorek 11. ročníku ročenky Pár střípků
- 2015 – Vytržení, zámek Kravaře
- 2017 – finalistka European Art Awards